# Mesquita de Ferhat-pacha
La mesquita de Ferhat-pacha (en bosnià: Ferhat-pašina džamija; en turc: Ferhat Paşha Camii), coneguda com a Ferhadija, és una mesquita situada al centre de Banja Luka, la capital de la República Sèrbia. Construïda l'any 1579 pel governador de Bòsnia Ferhat Sokolović, està inscrita a la llista dels monuments nacionals de Bòsnia i Hercegovina. Durant la guerra de Bòsnia, fou destruïda l'any 1993, i reconstruïda posteriorment sobre el mateix indret. Abans havia estat considerada com un dels assoliments otomans més destacats a Bòsnia i Hercegovina i una obra mestra de l'arquitectura islàmica.

## Història
La construcció de la mesquita esdevingué part dels canvis geopolítics que va experimentar Bòsnia a principis del segle xvi, principalment per la conquesta otomana de la regió de Banja Luka. Una de les famílies més influents de l'època va ser la Sokolović, de la qual el membre més conegut fou el gran visir Sokollu Mehmet Paşa. A Banja Luka, Ferhat Sokolović exercí un paper preponderant. Anomenat bei de l'eyalat de Bòsnia el 1574, va fer construir 216 edificis a la ciutat entre els anys 1579 i 1587. La mesquita Ferhadija, que porta el seu nom, fou edificada el 1579, probablement per un alumne de l'arquitecte Koca Mi‘mār Sinān Āġā, el creador de l'arquitectura otomana clàssica.
Durant la guerra de Bòsnia, la mesquita fou completament destruïda. El 6 de maig de 1993 l'edifici de la mesquita fou demolit per les forces sèrbies, i el 7 i 8 de maig van enretirar-ne els escombres. Al setembre del mateix any, fou també destruït el cementiri que l'envoltava i, el desembre, el rellotge de torre —Sahat-Kula— va patir la mateixa sort. Va ser reconstruïda en la seva totalitat i inaugurada el 7 de maig de 2016.

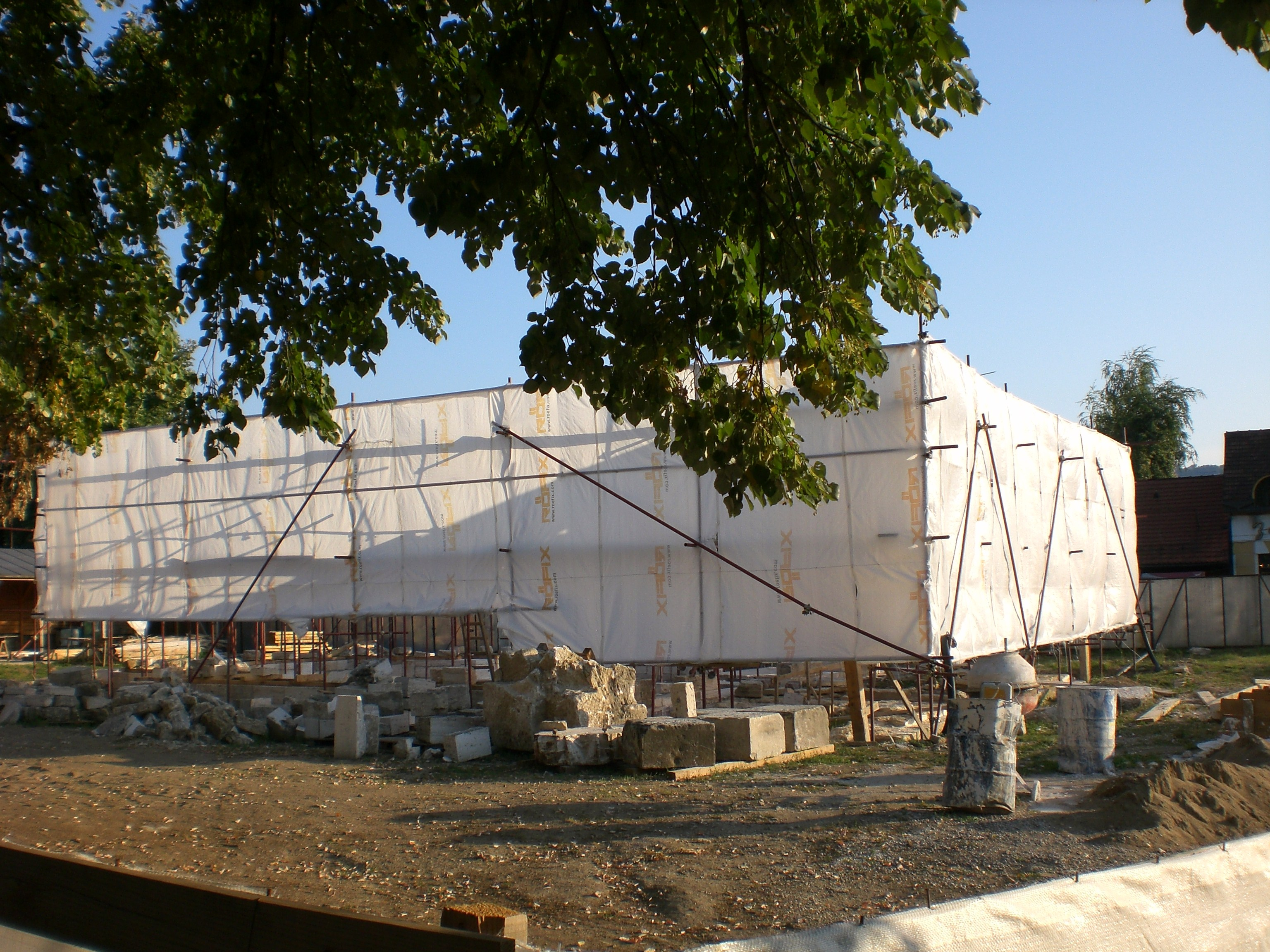
Tasques de reconstrucció, el 2007
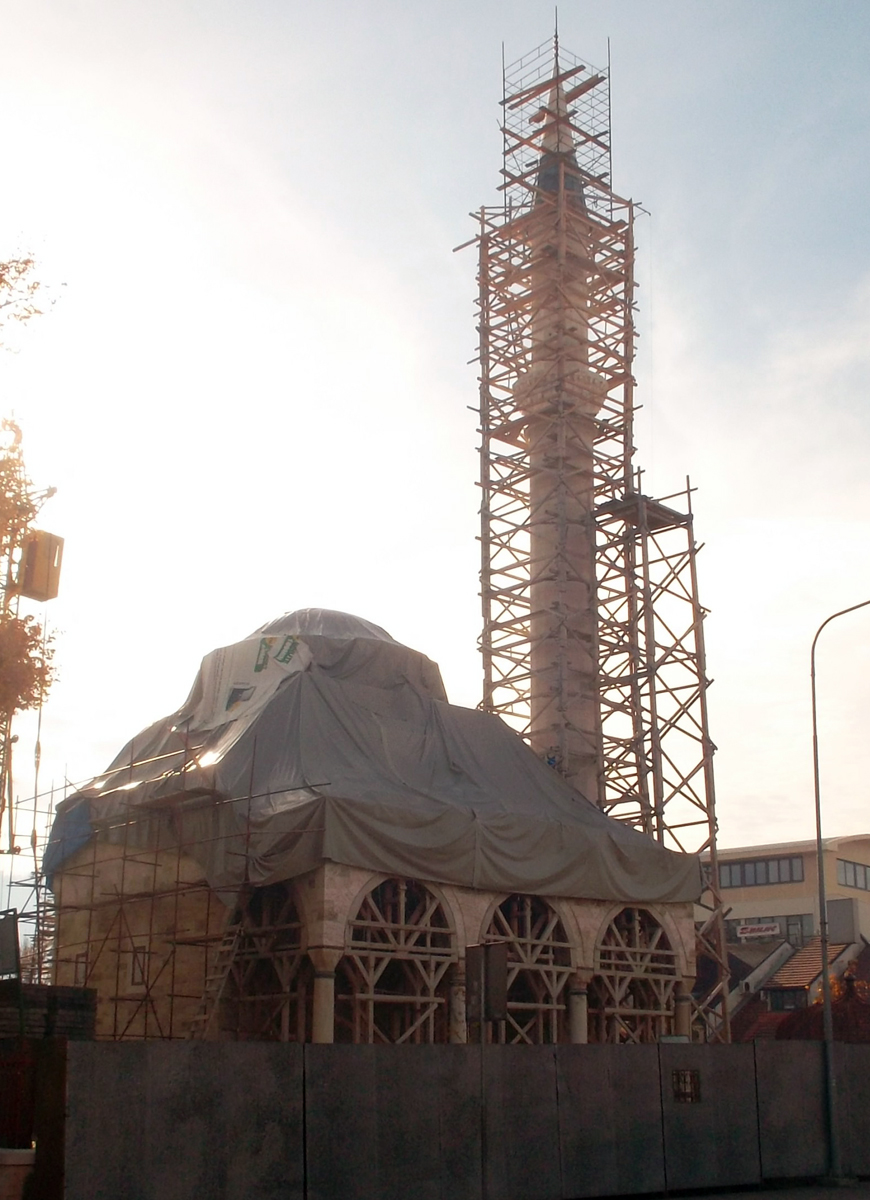
Estat de la mesquita el 2012
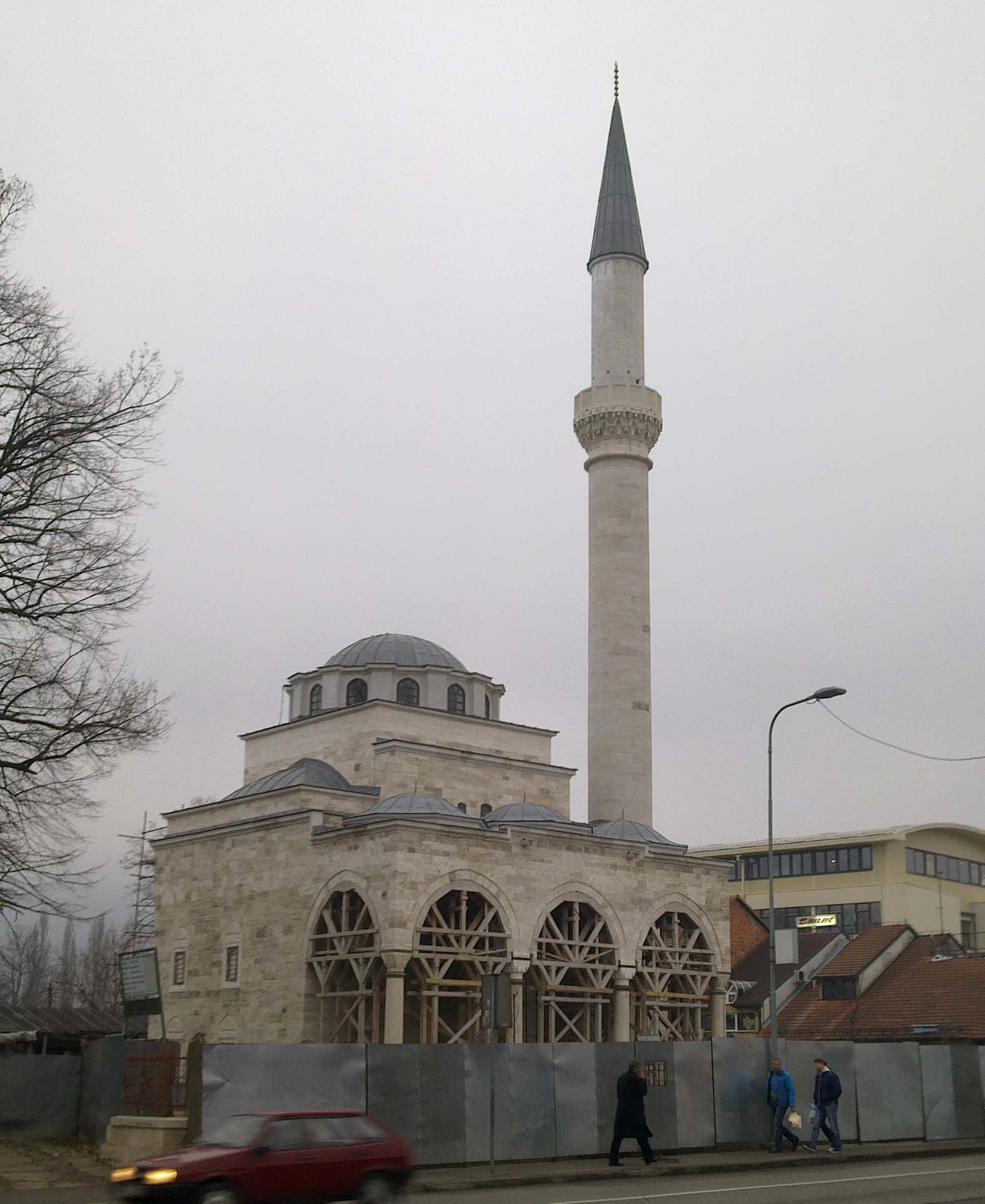
Ferhadija, en reconstrucció, el 2014

## Descripció

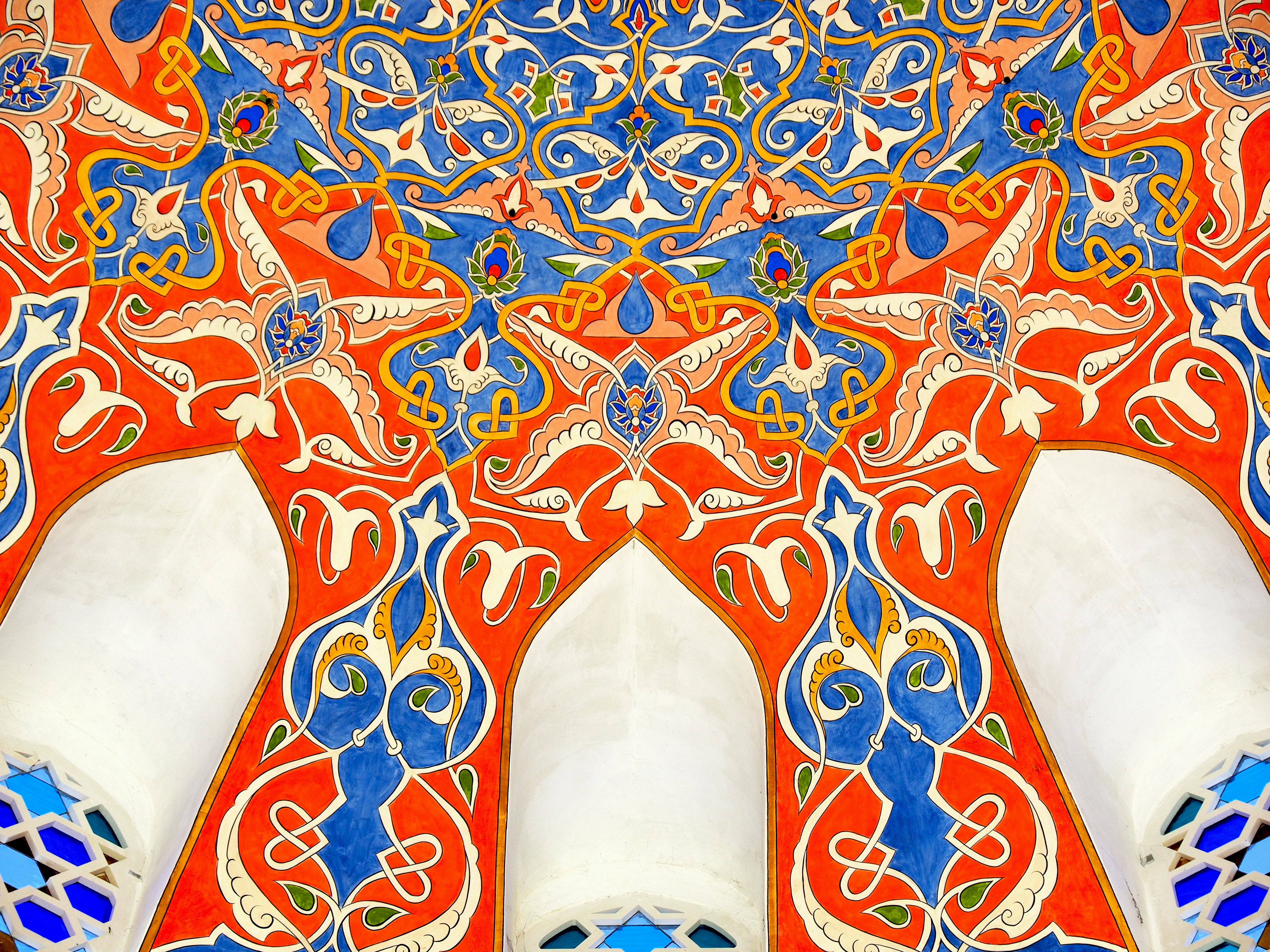
Detall de la cúpula i els arabescs

L'edifici de la mesquita és l'element principal d'un conjunt arquitectònic format per diversos elements. A més de la mateixa mesquita i el seu pati, es troba un cementiri, una font, tres turbes (mausoleus) i un mur envoltant el conjunt, amb un porta d'entrada. Originalment el conjunt estava envoltat per un mur amb tendal, que fou substituït el 1884 per una muralla de maçoneria amb portes de ferro forjat. Al centre del pati hi havia un šadrvan que proporcionava l'aigua per a l'ablució dels fidels que havien de purificar-se abans de l'oració; aquesta construcció de pedra tenia una font amb dotze sortides d'aigua. La mateixa mesquita, diferent d'altres edificis religiosos del segle xvi, tenia diverses cúpules; mesurava 14,47 m per 18,33 m, amb parets de 120 cm de gruix. El minaret tenia entrada pròpia i tenia una alçada de 42,70 metres.
A la mesquita hi havia tres turbes o mausoleus. La turba de Ferhat Sokolović —que va morir el 1586 a la ciutat de Buda—, construïda abans de la seva mort i que alberga el seu cos, té forma octogonal amb una cúpula, a l'estil de les turbes monumentals del segle xvi. La segona turba es va inspirar en l'anterior, però es va construir amb un material menys noble i, la tercera, on fou enterrat l'avi de Ferhat-pacha, té també planta octogonal i el sostre original era una estructura piramidal de fusta coberta amb rajoles.